# كايك روشا ليما
كايك روشا ليما (بالبرتغالية: Kaique Rocha Lima‏) (من مواليد 28 فبراير 2001)، المعروف باسم كايك روشا (بالبرتغالية: Kaique Rocha‏) أو ببساطة كايك (بالإنجليزية: Kaique)‏، هو لاعب كرة قدم برازيلي محترف يلعب كمدافع مركزي في إنترناسيونال، على سبيل الإعارة من نادي سامبدوريا.